# El Marsa (Sáhara)
El Marsa (en árabe: المرسى‎, en lenguas bereberes: ⵎⵙⵜⵉ) es un municipio del Sáhara Occidental controlado por Marruecos, en la provincia del Aaiún. Hasta 1976 perteneció al Sahara español.